# ハッサン塔
ハッサン塔(ハッサンとう、フランス語: Tour Hassan, アラビア語: صومعة حسان)は、モロッコの首都ラバトにある、ムワッヒド朝時代の未完成のミナレット。
2012年に「近代的首都と歴史的都市をあわせもつ遺産ラバト」として世界文化遺産に登録された。

## 概要
ラバトとサレの市境を流れるアブールグルグ川の川岸に立地する。敷地内にはムハンマド5世廟がある。 
ハッサン塔はムワッヒド朝の3代君主・ヤアクーブ・マンスールにより1195年から建設が始まったが、1199年にヤアクーブ・マンスールが死去したことにより建設が中止され放置された。建設当初は88mのマグリブ一高いミナレットになる予定だったが、現在のミナレットの高さは44m。 
ハッサン塔は赤色の砂岩で作らており、複雑な幾何学模様や彫刻が施されている。ミナレットは一辺16mであり、モスクは12の入口からなる183ｍ×139mの大きさで、その内部には21の部屋が作られる予定だった。また、敷地内には作りかけの壁と300本の柱などが残されたままである。 
ハッサン塔は1755年のリスボン地震の揺れにより、未完成のミナレット、頑丈の壁やいくつかの遺跡だけを残して倒壊した。

## ギャラリー

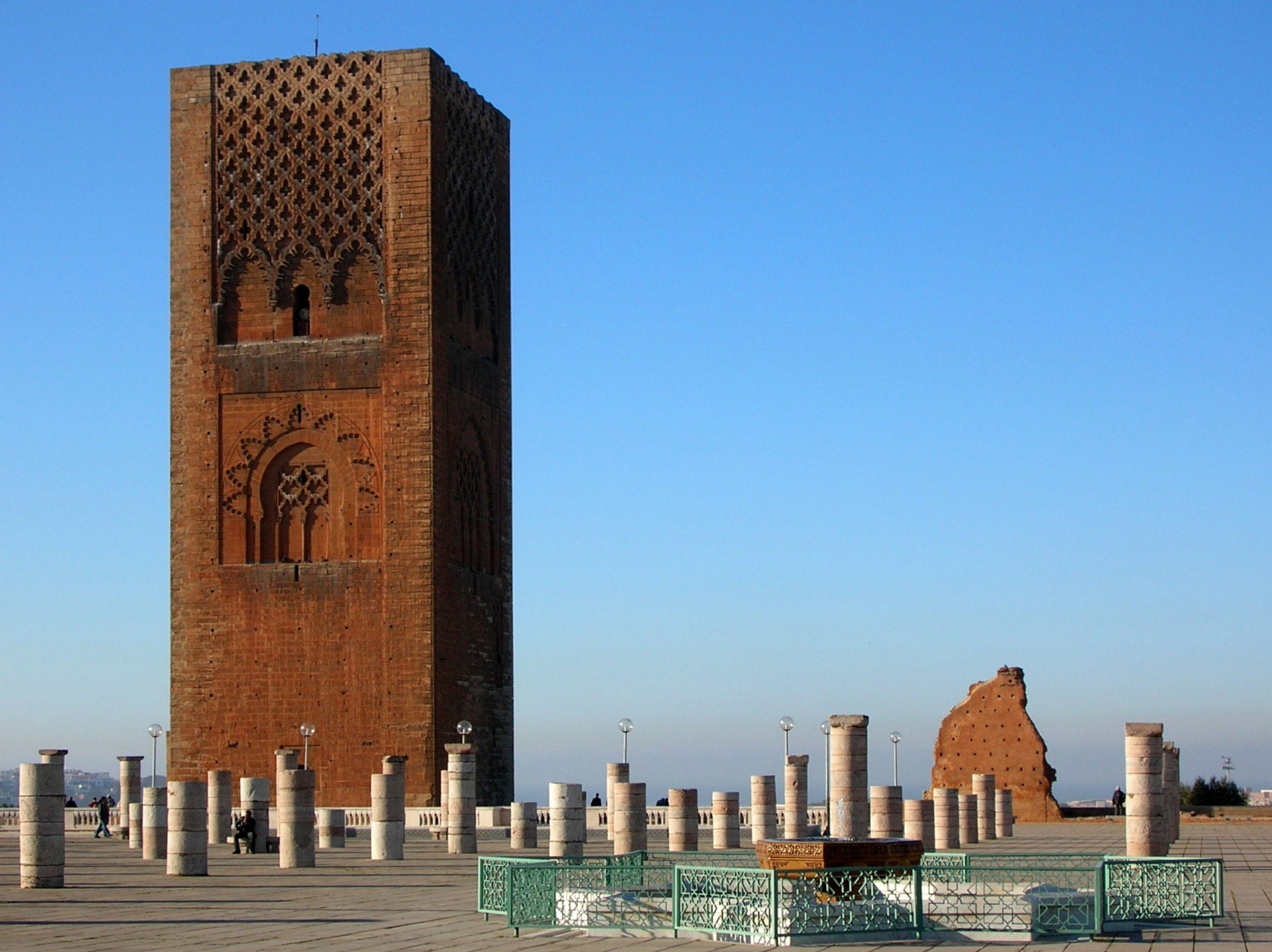
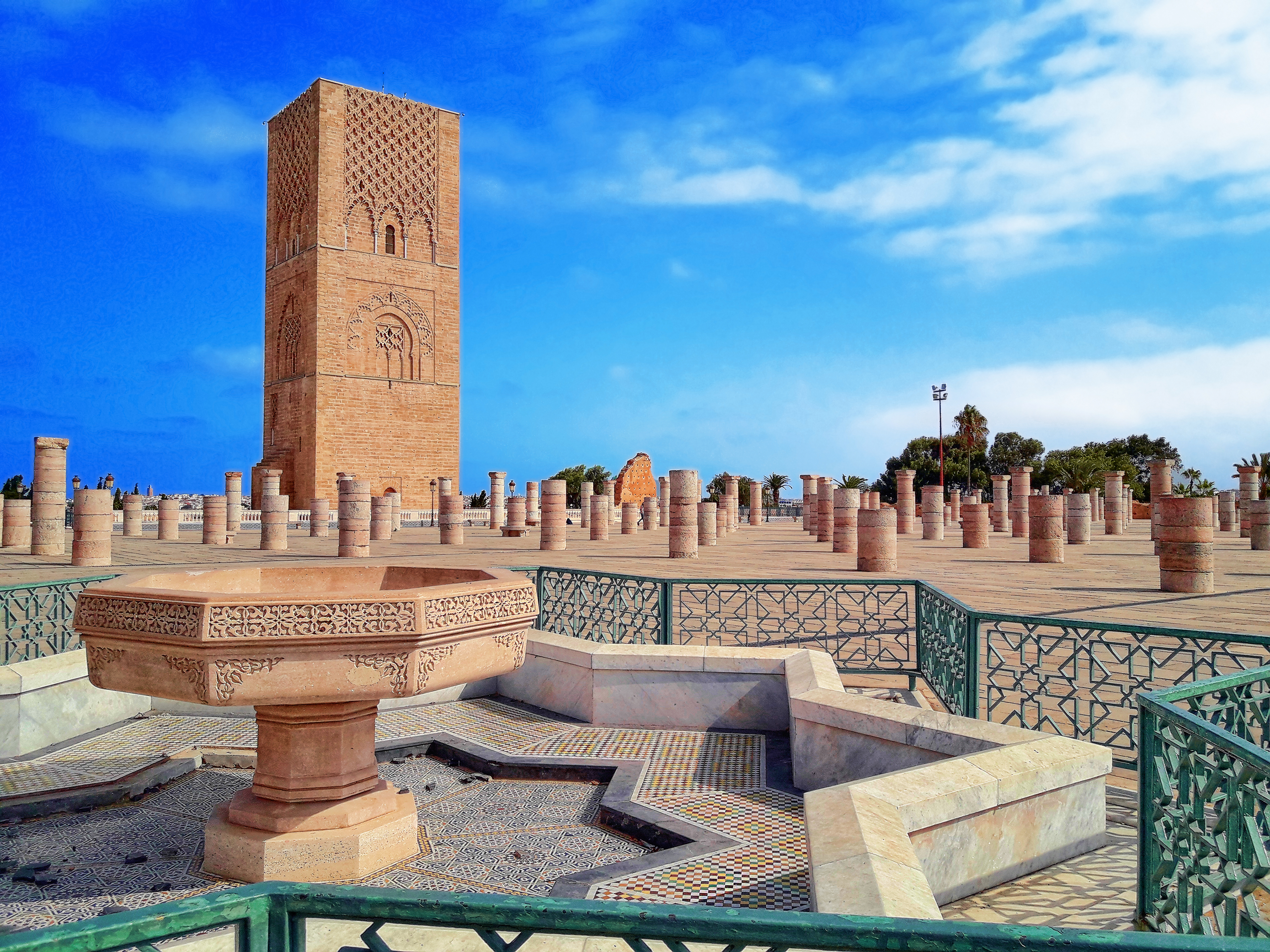
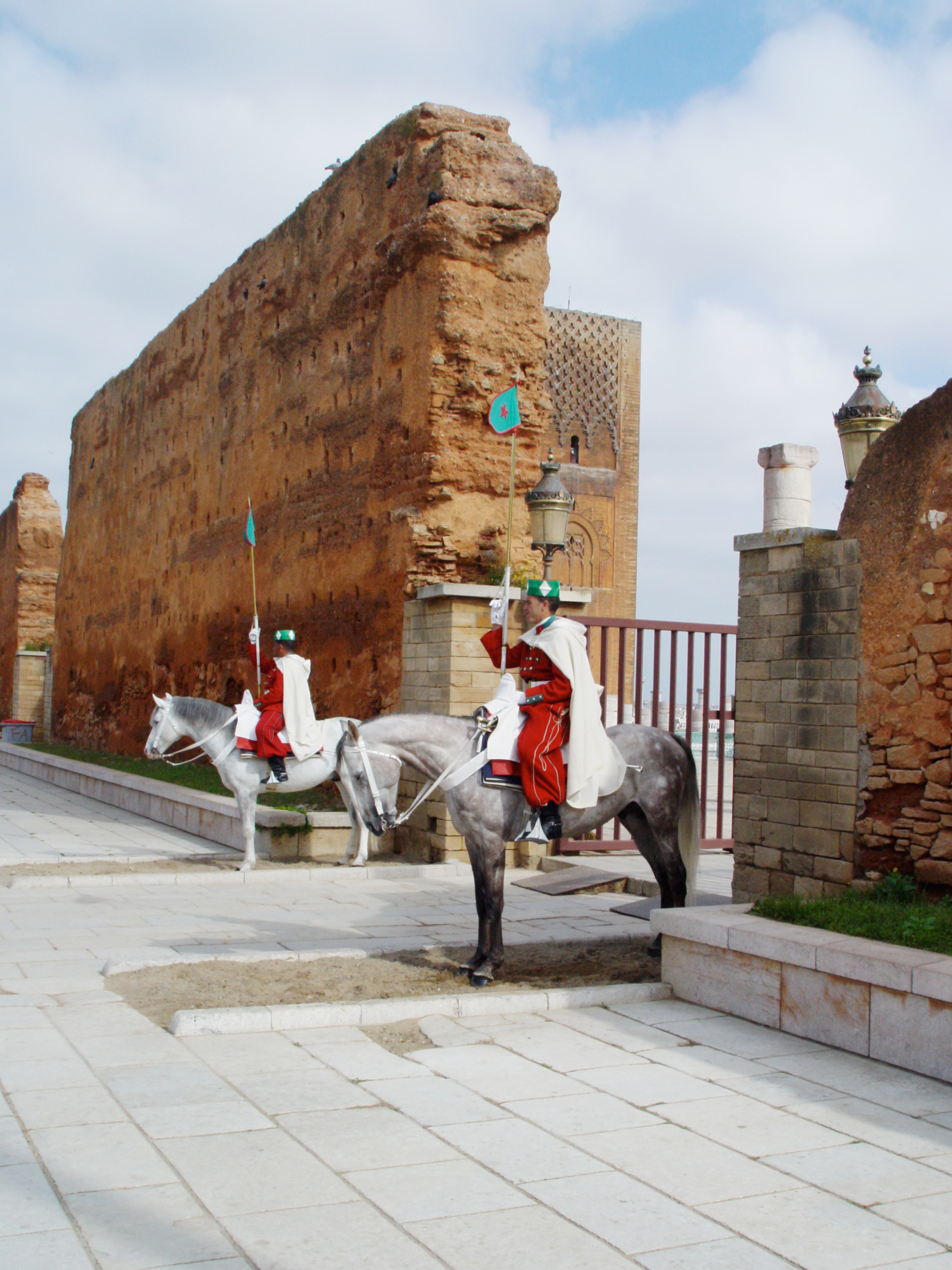